# Ritorno a Ravnica

Il logo del set

Ritorno a Ravnica (in inglese Return to Ravnica) è un'espansione del gioco di carte collezionabili Magic: l'Adunanza, edito da Wizards of the Coast. In vendita in tutto il mondo dal 5 ottobre 2012, è il primo set di tre del Blocco di Ritorno a Ravnica, che comprende anche Irruzione e Labirinto del Drago.

## Ambientazione
La storia di Magic ritorna su un piano dimensionale già visitato in passato, un'ambientazione molto popolare fra i giocatori: Ravnica. Qui la civilizzazione è cresciuta a tal punto da ricoprire tutto il mondo con un'unica immensa città. In questo panorama urbano, dieci gilde lottano fra loro per la supremazia, non più vincolate magicamente alla pace dal "Patto delle Gilde". In Ritorno a Ravnica sono rappresentate cinque gilde: il Senato Azorius, i protettori della legge, costantemente dediti alla regolamentazione (spesso molto severa) di Ravnica; lo Sciame Golgari, i necrostregoni abitanti dell'ammuffita città sotterranea; la Lega Izzet, gli "ingegneri impazziti" completamente assorti nei loro sempre più estremi esperimenti, sotto la guida del folle quanto geniale drago Niv-Mizzet; il Culto di Rakdos, una setta di sadici fondata dal demone Rakdos in persona, continuamente impegnati in selvagge feste e baccanali sfrenati; il Conclave di Selesnya, che sotto la guida della driade Trostani chiama a raccolta un numero sempre maggiore di iscritti.

## Caratteristiche

Il simbolo dell'espansione

Ritorno a Ravnica è composta da 274 carte, stampate a bordo nero, così ripartite:
- per colore: 28 bianche, 28 blu, 28 nere, 28 rosse, 28 verdi, 12 incolori, 84 multicolori/ibride, 38 terre.
- per rarità: 101 comuni, 80 non comuni, 53 rare, 15 rare mitiche e 25 terre base.

Il simbolo dell'espansione è composto da una mitria stilizzata, e si presenta nei consueti quattro colori a seconda della rarità: nero per le comuni, argento per le non comuni, oro per le rare, e bronzo per le rare mitiche.
Ritorno a Ravnica è disponibile in bustine da 15 carte casuali e in 5 mazzi tematici precostituiti da 60 carte ciascuno:
- Progresso Azorius (bianco/blu)
- Ingegnosità Izzet (blu/rosso)
- Incursione Rakdos (nero/rosso)
- Crescita Golgari (nero/verde)
- Ondata di Selesnya (verde/bianco)

### Prerelease
Ritorno a Ravnica fu presentata in tutto il mondo durante i tornei di prerelease il 29 settembre 2012. Diversamente dal solito, durante il prerelease ogni giocatore ha dovuto scegliere una delle cinque gilde di Ravnica presenti in questo set, ricevendo un cofanetto della gilda appropriata, che oltre a contenere diverse bustine da 15 carte casuali, forniva una "bustina di gilda", contenenti carte solo dei colori della gilda scelta. Queste confezioni contenevano anche una speciale carta olografica promozionale, che per la prima volta rispetto agli altri tornei di prerelease poteva essere inclusa all'interno del proprio mazzo durante il torneo. La carta promo era differente per ogni gilda, ma tutte e cinque presentavano un'illustrazione alternativa rispetto alle carte che si potevano trovare nelle bustine. Ecco di seguito l'elenco:
- Arconte del Triumvirato per il Senato Azorius
- Minaccia della Guida dei Cadaveri per lo Sciame Golgari
- Drago Ipersonico per la Lega Izzet
- Destriero Infernale di Carnevale per il Culto di Rakdos
- Boschetto del Guardiano per il Conclave di Selesnya

### Ristampe
Nel set sono state ristampate le seguenti carte da espansioni precedenti:
- Ago Spinale (dall'espansione Liberatori di Kamigawa, presente anche nei set base Decima Edizione e Magic 2010)
- Arrestare (dalle espansioni Maschere di Mercadia, Mirrodin e Cicatrici di Mirrodin)
- Cancrena della Mente (presente nei set base dalla Settima Edizione a Magic 2013 compresi, e nei set introduttivi Starter, Portal e Portal Seconda Era)
- Cercare l'Orizzonte (dall'espansione Liberatori di Kamigawa)
- Cremare (dalle espansioni Invasione e Patto delle Gilde)
- Crescita Gigante (presente in tutti i set base fino a Magic 2011 compreso, nell'espansione Era Glaciale e nei set speciali Starter 2000, Battle Royale, Beatdown, Elves vs. Goblins e Garruk vs. Liliana)
- Cripta di Sangue (dall'espansione Discordia)
- Draghetto della Torre (dall'espansione Invasione)
- Elettromante Goblin (stampato in anteprima nel set speciale Izzet vs. Golgari)
- Eliminare (presente nei set base dalla Decima Edizione a Magic 2012 compresi, nelle espansioni Spirale Temporale, Frammenti di Alara, Zendikar e nella seconda versione di Planechase)
- Fontana Santificata (dall'espansione Discordia)
- Fumarie di Vapore (dall'espansione Patto delle Gilde)
- Giardino del Tempio (dall'espansione Ravnica: Città delle Gilde)
- Ispirazione (dall'espansione Visioni, presente anche nei set base dalla Sesta Edizione all'Ottava Edizione compresi, e nel set speciale Starter 2000)
- Istinto Traditore (dall'espansione Ascesa degli Eldrazi)
- Jarad, Signore dei Lich Golgari (stampato in anteprima nel set speciale Izzet vs. Golgari)
- Mago della Gilda di Korozda (stampato in anteprima nel set speciale Izzet vs. Golgari)
- Raduno degli Eroi (dall'espansione Invasione, presente anche nei set speciali Archenemy e Cavalieri vs. Draghi)
- Scossa Stradale (stampato in anteprima nel set speciale Izzet vs. Golgari)
- Sfatare (dall'espansione Worldwake)
- Sincopare (dall'espansione Odissea)
- Stretta Paralizzante (dall'espansione Zendikar)
- Talismano Izzet (stampato in anteprima nel set speciale Izzet vs. Golgari)
- Tomba Infestata da Erbacce (dall'espansione Ravnica: Città delle Gilde)
- Triturascorie (stampato in anteprima nel set speciale Izzet vs. Golgari)

## Novità
Ritorno a Ravnica introduce nuove abilità nel gioco, una per ogni gilda, oltre a un nuovo tipo di terra: il Cancello. Inoltre in questa espansione vengono presentate due nuove carte Planeswalker.

### Nuove abilità
- Trattenere

L'abilità Trattenere è tipica delle carte di gilda Azorius: "trattenere" una creatura significa essenzialmente impedirle ogni azione, siano esse l'attacco, il blocco o le abilità attivate, fino all'inizio del turno successivo del giocatore che l'ha trattenuta. L'abilità è presente sia nelle stregonerie ed istantanei, che nelle creature.
- Scatenare

Scatenare è un'abilità che rappresenta appieno la gilda Rakdos: una creatura dotata di tale abilità può essere evocata con un segnalino +1/+1 su di essa, ma finché avrà segnalini di questo tipo non potrà bloccare le creature nemiche. Ciò vale non solo per il segnalino derivante dall'abilità stessa, ma per tutti i segnalini +1/+1 posizionati sulla creatura, in qualunque modo.
- Popola

Tipica della gilda Selesnya, Popola è un'abilità che permette semplicemente di duplicare una pedina creatura controllata. Un gran numero di creature e magie della gilda sono dotate di quest'abilità: tuttavia, non avrebbe alcun effetto se il giocatore non controlla alcun tipo di pedina.
- Mangiacarogne

Abilità caratteristica della gilda Golgari, l'abilità Mangiacarogne, come suggerisce il nome, consente di rimuovere dal gioco una creatura presente nel cimitero e dotata di tale abilità (pagando un dato costo di mana), mettendo così su una creatura ancora "viva" un numero di segnalini +1/+1 pari alla forza della creatura esiliata.
- Sovraccarico

Abilità tipica della gilda Izzet, Sovraccarico è presente in diversi istantanei e stregonerie a bersaglio singolo. È seguita da un costo di mana alternativo, maggiore del costo della carta: se la carta viene giocata pagando il suo costo di sovraccarico, estenderà il suo effetto a tutte le carte dello stesso tipo di quelle bersagliabili. Esempio: se una carta consente di distruggere un artefatto controllato dal nemico, pagarne il costo di sovraccarico permetterà di distruggere tutti gli artefatti nemici.

### Cancelli
I cinque cancelli, uno per ogni gilda dell'espansione, sono un particolare sottotipo di terra non base. Ogni cancello entra in gioco TAPpato e permette di aggiungere un mana di uno dei due colori di gilda, a scelta (esempio: il Cancello della Gilda di Selesnya aggiunge alla riserva un mana verde oppure bianco): il loro sottotipo è inoltre considerato in alcune abilità come quella della Guardia dell'Armeria, una creatura dotata dell'abilità Cautela fintanto che il giocatore controlla almeno un cancello.

### Nuovi Planeswalker

#### Jace, Architetto del Pensiero
Ritornato a Ravnica, dove in passato imparò a padroneggiare l'arte della magia mentale lavorando per il Consorzio Infinito, Jace Beleren scoprì con sommo stupore che le gilde non rispettavano più gli antichi accordi di pace, ma che cospiravano costantemente le une contro le altre e si contendevano il dominio assoluto come mai prima d'allora. Sospettando una complessa cospirazione che coinvolgerebbe il drago Niv-Mizzet, capo della gilda Izzet, Jace decise di indagare, consapevole che ciò avrebbe potuto condurlo a segreti tanto pericolosi che persino la sua magia mentale potrebbe essere incapace di gestirli.

#### Vraska l'Invisibile
Vraska è una gorgone, letale creatura umanoide dai capelli serpentini. Assassina furtiva, specializzata in magie pietrificanti, la planeswalker ha spesso collaborato con la gilda Golgari, accettando di eseguire alcuni lavori sporchi per lo Sciame, ma disinteressandosi delle sue dinamiche interne o dei giochi di potere delle altre gilde. Viaggia spesso tra i piani, collezionando macabri trofei degli omicidi compiuti in altri mondi, ma le sue intenzioni sono sconosciute a chiunque.